# Nazionale femminile di pallacanestro della Gran Bretagna
La nazionale di pallacanestro femminile della Gran Bretagna rappresenta il Regno Unito nelle competizioni internazionali femminili di pallacanestro, ed è gestita dalla British Basketball Federation. La selezione è nata nel 2005 per volere delle Federazioni inglese, scozzese e gallese.

## Piazzamenti
A partire dal 2005, la nazionale della Gran Bretagna è riuscita a qualificarsi per i soli FIBA EuroBasket Women 2011, conclusi all'11º posto. Partecipa di diritto, in quanto rappresentativa della nazione ospitante, ai Giochi olimpici del 2012.

### Olimpiadi
- 2012 - 11º

### Campionati europei
- 2011 - 11°
- 2013 - 9°
- 2015 - 20°
- 2019 - 4°
- 2023 - 10°
- 2025 - 14°

## Formazioni

### Olimpiadi
Pallacanestro ai Giochi della XXX Olimpiade - Torneo femminile4 Stafford, 5 Anderson, 6 Collins, 7 Vanderwal, 8 Handy, 9 Wade-Fray, 10 Page, 11 Butler, 12 Allen, 13 Leedham, 14 Stewart, 15 Fagbenle,        All. Tom Maher

### Europei
Campionato europeo femminile di pallacanestro 20114 Stafford, 5 Mason, 6 Collins, 7 Vanderwal, 8 Handy, 9 Butters, 10 Page, 11 Butler, 12 Thomas-Johnson, 13 Leedham, 14 Stewart, 15 Anderson,        All. Tom Maher
Campionato europeo femminile di pallacanestro 20134 Jones, 5 Anderson, 6 Collins, 7 Vanderwal, 8 Handy, 9 Thomas-Johnson, 10 Clark, 11 Butler, 12 Allen, 13 Leedham, 14 Stewart, 15 Gandy,        All. Damian Jennings
Campionato europeo femminile di pallacanestro 20154 Fagbenle, 5 Bravo-Harriott, 6 Collins, 7 Vanderwal, 8 Handy, 9 Simpson, 10 Clark, 11 McGarrachan, 12 Allen, 13 Ottewill-Soulsby, 14 Stewart, 15 Gandy,        All. Damian Jennings
Campionato europeo femminile di pallacanestro 20194 Jones, 6 Collins, 7 Vanderwal, 8 Handy, 9 Shaw, 11 Campbell, 13 Leedham, 14 Monakana, 15 Fagbenle, 25 Green, 41 Simpson, 44 Samuelson,        All. Chema Buceta
Campionato europeo femminile di pallacanestro 20230 Fong Lyew Quee, 4 McGarrachan, 6 Winterburn, 7 Gayle, 12 Wilkinson, 13 Ottewill-Soulsby, 14 Fagbenle, 17 Robb, 21 Herbert Harrigan, 23 Wallace, 25 Ozzy-Momodu, 31 Anigwe,        All. Chema Buceta
Campionato europeo femminile di pallacanestro 20252 Jump, 5 Green, 7 Winterburn, 9 Beckford-Norton, 10 Henderson, 12 Wilkinson, 14 Fagbenle, 17 Robb, 20 Harrison, 25 Brown, 30 Ashby, 43 Januszewska,        All. Anna Montañana

## Nazionali giovanili
- Selezioni giovanili della nazionale femminile di pallacanestro della Gran Bretagna